# Ariadne (Heilige)
Ariadne († um 130/140 in Phrygien) war eine christliche Sklavin und  wird als Märtyrerin und Heilige verehrt. Ihr Gedenktag ist der 17. September.
Ariadne, überliefert sind auch die Namen Ariane oder Arianna bzw. Maria ancilla, soll im phrygischen Prymnessos als Sklavin eines Tertillus gelebt haben. Als sie sich geweigert habe, zum Geburtsfest des Sohnes ihres Besitzers in einen heidnischen Tempel zu gehen, sei sie gefoltert und ins Gefängnis geworfen worden, wo man sie ohne Nahrung gelassen habe. Bevor sie auf Befehl des Stadtpräfekten hingerichtet werden sollte, sei ihr die Flucht gelungen. Als ihr in den Bergen ihre Verfolger dicht auf der Spur gewesen seien, habe sie um himmlischen Beistand gebetet, woraufhin sich ihr der Fels geöffnet und vor den Verfolgern verborgen habe. Die legendäre Ausschmückung entstammt der Feder späterer Hagiographen; die Passio beruht aber wohl auf authentischen Verhörprotokollen. Der genaue Zeitpunkt ihres Martyriums ist jedoch ungewiss; er wird entweder in die Zeit des Kaisers Hadrian oder des Antoninus Pius gelegt.